# کارینه شادویان
کارینه شادویان (ارمنی: Կարինե Շադոյան؛ زادهٔ ۴ مارس ۱۹۷۵) یک کشتی‌گیر زن رشته کشتی آزاد اهل ارمنستان است که در مسابقات قهرمانی کشتی اروپا در مجموع برندهٔ ۱ مدال برنز شده‌است. وی نخستین کشتی‌گیر زن اهل ارمنستان که برنده مدال در مسابقات قهرمانی کشتی اروپا شده است.